# Coniophanes michoacanensis
Coniophanes michoacanensis là một loài rắn trong họ Rắn nước. Loài này được Flores-Villela & Smith mô tả khoa học đầu tiên năm 2009.